# Diecezja Great Falls-Billings
Diecezja Great Falls-Billings (łac. Dioecesis Magnocataractensis-Billingensis, ang. Diocese of Great Falls-Billings) jest diecezją Kościoła rzymskokatolickiego we wschodniej części stanu Montana.
Terytorialnie obejmuje hrabstwa: Big Horn, Blaine, Carter, Cascade, Chouteau, Custer, Dawson, Fallon, Fergus, Hill, Musselshell, Park, Rosebud, Sheridan, Stillwater, Sweet Grass, Valley, Wibaux i Yellowstone

## Historia
Diecezja została kanonicznie erygowana 18 maja 1904 roku przez papieża Piusa X jako diecezja Great Falls (nazwa zmieniona została 14 lutego 1980). Wyodrębniono ją z diecezji Helena. Pierwszym ordynariuszem został dotychczasowy kapłan archidiecezji Dubuque Mathias Clement Lenihan. Oprócz katedry diecezjalnej w Great Falls diecezja posiada konkatedrę w Billings.

## Ordynariusze
- Mathias Clement Lenihan (1904–1930)
- Edwin Vincent O’Hara (1930–1939)
- William Joseph Condon (1939–1967)
- Eldon Bernard Schuster (1967–1977)
- Thomas Murphy (1978–1987)
- Anthony Milone (1987–2006)
- Michael Warfel (2007-2023)
- Jeffrey Fleming (od 2023)